# Marque générique
Une marque générique est l'absence d'identification immédiate d'un produit de consommation par l'indication sur l'emballage ou conditionnement d'une marque notoire. Le plus souvent, cette marque est remplacée par celle du groupe possédant le magasin ou supermarché dans lequel il est vendu et est dans ce cas appelée « marque de distributeur ». Le produit a généralement vu sa fabrication encadrée par le distributeur, même s'il peut aussi avoir été acheté en grand volume à un producteur vendant un produit équivalent sous sa marque.
Marque générique a par ailleurs une seconde acception, celle de marque éponyme, qui elle-même en a deux.